# The Beekeeper (film)
The Beekeeper är en brittisk-amerikansk action-thillerfilm från 2024. Filmen är regisserad av David Ayer och för manus har Kurt Wimmer svarat.
Filmen hade biopremiär i Sverige den 21 februari 2024, utgiven av Scanbox Entertainment.

## Handling
Filmen handlar om agenten Adam Clay som dragit sig tillbaka från uppdraget som The Beekeeper, det vill säga en statligt anställd som enbart blir inkallad när landet är i fara. När Clay upptäcker en konspiration i maktens toppskikt tar han upp sitt uppdrag igen.

## Rollista (i urval)
- Jason Statham – Adam Clay
- Emmy Raver-Lampman – Agent Verona Parker
- Josh Hutcherson – Derek Danforth
- Bobby Naderi – Agent Matt Wiley
- Minnie Driver – Janet Harward
- Phylicia Rashad – Eloise Parker
- Jeremy Irons – Wallace Westwyld